# Apenas son las 12
«Apenas son las 12» es una canción del cantante italiano Ruggero Pasquarelli en colaboración con el dúo argentino MYA. Fue estrenada el 18 de octubre de 2019. Fue compuesta por Pasquarelli, Agustín Bernasconi, Andy Clay, Máximo Eduardo Espinosa y Stefano Marche, y producida por DABRUK.

## Vídeo musical
El vídeo musical fue estrenado el mismo día que la canción y fue dirigido otra vez por Martín Seipel, siendo el segundo vídeo que dirige tras el tema No Te Voy A Fallar. En el mismo están presentes el cantante Ruggero y MYA, contando también con la participación especial de la actriz argentina Yoyi Francella que anteriormente tuvo una aparición en la telenovela Argentina, tierra de amor y venganza, en la cual Pasquarelli estaba involucrado.

## Lista de canciones
- Descarga digital[3]

| N.º | Título                          | Duración |  |
| 1.  | «Apenas Son las 12 (feat. MYA)» | 2:58     |  |